# Michael Ball (voetballer)
Michael John Ball (Liverpool, 2 oktober 1979) is een voormalig Engels voetballer.

## Clubcarrière
Ball is een verdediger die voornamelijk aan de linkerkant speelt. Ball startte zijn voetbalcarrière in de jeugdopleiding bij Everton FC en speelde in het seizoen 1996/1997 zijn eerste professionele wedstrijd. Zijn solide prestaties voor Everton werd beloond met de selectie voor het nationale team van Engeland in 2001.
In de zomer van 2001 verkaste hij voor een transferbedrag van £ 6,5 miljoen naar Glasgow Rangers. In vier seizoenen speelde hij toen 55 wedstrijden voor de Rangers. Omdat zijn salaris te zwaar op de begroting van Glasgow Rangers drukte mocht hij na het seizoen 2004/2005 transfervrij vertrekken en deed dit dan ook net voor het sluiten van de transfermarkt. Hij tekende een tweejarig contract bij PSV met een optie voor nog een jaar.
In januari van 2007 vertrok hij bij PSV en kreeg hij na een stage een plaats in de selectie van Manchester City FC. In augustus 2011 tekende Ball een eenjarig contract bij Leicester City van de Football League Championship. Ball werd op 24 januari 2012 echter alweer ontslagen na een beledigende opmerking jegens de homoseksuele acteur Antony Cotton. Daarnaast werd hem door de Engelse voetbalbond een boete opgelegd van zesduizend pond, omgerekend zo'n zevenduizend euro.

## Interlandcarrière
Op 28 februari 2001 speelde Ball zijn eerste en enige wedstrijd voor het nationale elftal: een vriendschappelijk duel tegen Spanje. De wedstrijd in Birmingham, de eerste onder leiding van de nieuwe bondscoach Sven-Göran Eriksson, eindigde in een 3-0-overwinning voor Engeland door goals van achtereenvolgens Nick Barmby, Emile Heskey en Ugo Ehiogu. Ball viel in dat duel in de rust in voor Rio Ferdinand.

## Statistieken
| Seizoen | Club               | Wedstrijden | Doelpunten |   |
| ------- | ------------------ | ----------- | ---------- | - |
| 1996/97 | Everton FC         | 5           | 0          |   |
| 1997/98 | Everton FC         | 25          | 1          |   |
| 1998/99 | Everton FC         | 37          | 3          |   |
| 1999/00 | Everton FC         | 25          | 1          |   |
| 2000/01 | Everton FC         | 29          | 3          |   |
| 2001/02 | Glasgow Rangers    | 8           | 0          |   |
| 2002/03 | Glasgow Rangers    | 0           | 0          |   |
| 2003/04 | Glasgow Rangers    | 32          | 1          |   |
| 2004/05 | Glasgow Rangers    | 15          | 1          |   |
| 2005/06 | Glasgow Rangers    | 2           | 0          |   |
| 2005/06 | PSV                | 12          | 0          |   |
| 2006/07 | PSV                | 0           | 0          |   |
| 2006/07 | Manchester City FC | 12          | 0          |   |
| 2007/08 | Manchester City FC | 27          | 0          |   |
| 2008/09 | Manchester City FC | 21          | 0          |   |
| 2011/12 | Leicester City FC  | 0           | 0          |   |
| Totaal  | Totaal             | 250         | 9          | 9 |